# Esquirol terrestre d'ungles llargues
L'esquirol terrestre d'ungles llargues (Spermophilopsis leptodactylus) és una espècie de rosegador de la família dels esciúrids. Viu a l'Afganistan, l'Iran, el Kazakhstan, el Tadjikistan, el Turkmenistan i l'Uzbekistan. Els seus hàbitats natural són les estepes i els deserts sorrencs. Es creu que no hi ha cap amenaça significativa per a la supervivència d'aquesta espècie, tot i que en algunes parts de la seva distribució se la caça pel seu pelatge.